# Лани (Красноставський повіт)
Лани (пол. Łany) — село в Польщі, у гміні Красностав Красноставського повіту Люблінського воєводства.
Населення — 37 осіб (2011).
У 1975-1998 роках село належало до Холмського воєводства.

## Демографія
Демографічна структура станом на 31 березня 2011 року:
|          | Загалом | Допрацездатний вік | Працездатний вік | Постпрацездатний вік |
| -------- | ------- | ------------------ | ---------------- | -------------------- |
| Чоловіки | 18      | 4                  | 13               | 1                    |
| Жінки    | 19      | 6                  | 8                | 5                    |
| Разом    | 37      | 10                 | 21               | 6                    |